# (156990) Claerbout
(156990) Claerbout est un astéroïde de la ceinture principale.

## Description
(156990) Claerbout est un astéroïde de la ceinture principale. Il fut découvert le 28 mai 2003 à Needville par Joseph A. Dellinger. Il présente une orbite caractérisée par un demi-grand axe de 2,68 UA, une excentricité de 0,04 et une inclinaison de 23,0° par rapport à l'écliptique.

## Compléments